# Stribugliano
Stribugliano is een plaats (frazione) in de Italiaanse gemeente Arcidosso.

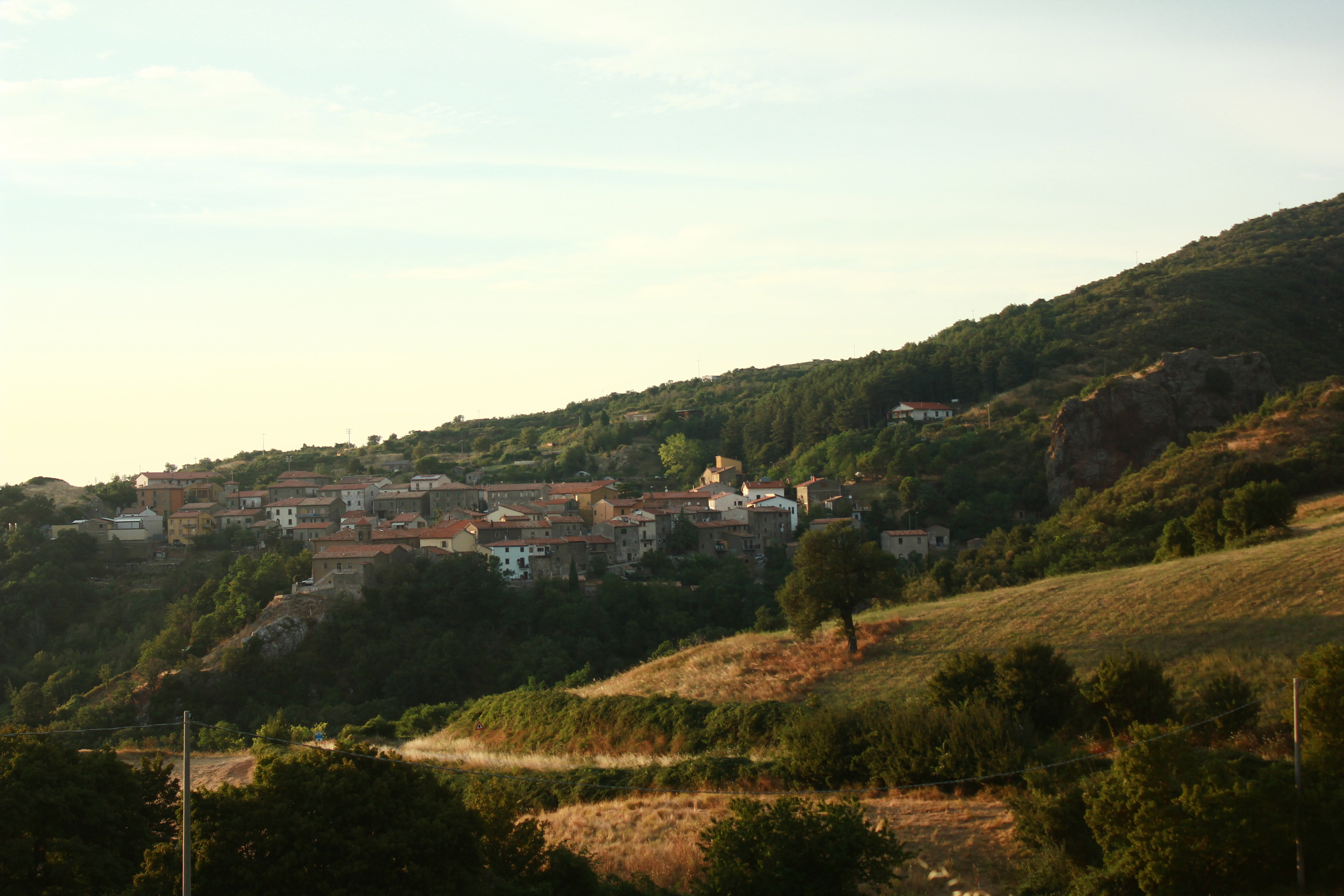
Stribugliano
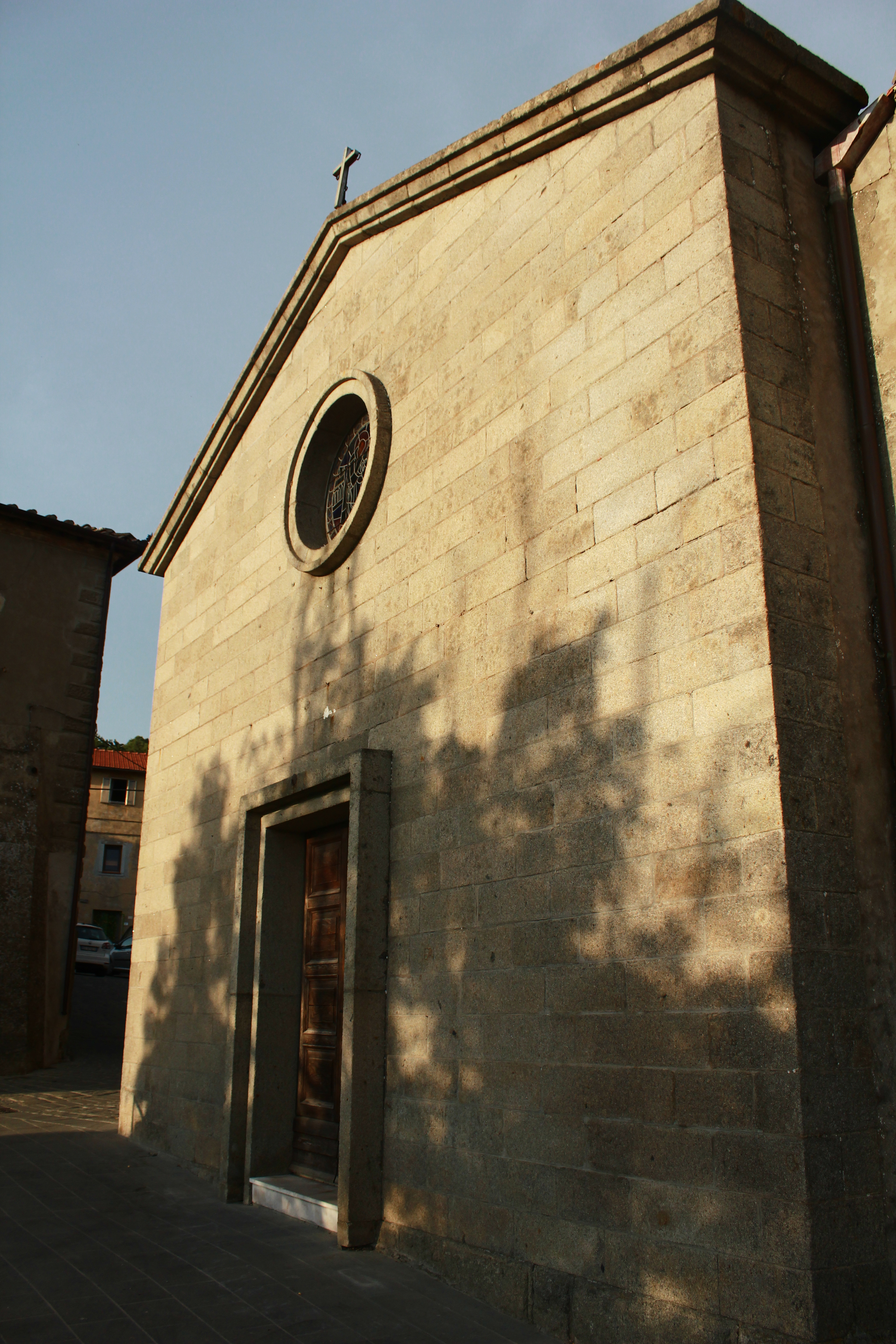
Kerk van St. Johannes de Doper in Stribugliano

## Bezienswaardigheden
- De kerk van San Giovanni Battista, daterend uit de 14e eeuw en gerestaureerd in latere periodes.
- het paleis van de markies La Greca, heren van Stribugliano.